# Секст Квинтилий Вар (претор)
Вижте пояснителната страница за други личности с името Секст Квинтилий Вар.
Секст Квинтилий Вар (на латински: Sextus Quinctilius Varus) e римски сенатор през 1 век пр.н.е. и дядо на известния генерал Публий Квинтилий Вар от Битката в Тевтобургската гора.
Произлиза от фамилията Квинтилии, клон Вар. Претор през 57 пр.н.е. Помага на Цицерон да се върне от изгнание.
Баща е на Секст Квинтилий Вар (квестор през 49 пр.н.е.).